# Relativt prima
Inom talteorin sägs två heltal vara relativt prima om deras största gemensamma delare är 1. Exempelvis är 21 och 10 relativt prima då inget heltal större än 1 delar dem båda, men 21 och 15 är inte relativt prima eftersom båda är delbara med 3.
Ett effektivt sätt att bestämma om två tal är relativt prima är att använda Euklides algoritm som producerar den största gemensamma delaren, för att helt enkelt se om den är lika med 1. Exempelvis kan man se att 21 och 10 är relativt prima eftersom 21 - 2*10 = 1.
Det följer av aritmetikens fundamentalsats att två heltal är relativt prima om de inte har några gemensamma primfaktorer. Exempelvis kan man primfaktorisera 21 = 3*7 och 10 = 2*5, enligt satsen så är faktoriseringen unik, och eftersom 21 och 10 inte har några gemensamma primfaktorer så följer det att de måste vara relativt prima.

## Egenskaper
Om a och b är relativt prima så finns det heltal x och y så att ax + by = 1 (se Bézouts identitet).

## Några fler exempel

Eftersom 5 och 2 är relativt prima så kan man bilda en reguljär icke-degenererad stjärna med 5 hörn där man binder ihop vartannat hörn med en rät båge. Denna figur har Schläfli-symbolen

- 5 och 9 är relativt prima eftersom inget heltal större än 1 delar både 5 och 9.
- 12 och 25 är relativt prima eftersom inget heltal större än 1 delar både 12 och 25.
- 21 och 12 är inte relativt prima eftersom det finns ett tal större än 1 som delar både 21 och 12, nämligen 3.
- 13 och 17 är relativt prima eftersom de är olika och båda är primtal.